# Шуя (приток Орши)
Шуя — река в Калининском районе Тверской области России.
Исток — в болотах в районе деревни Тальниково. Впадает в реку Оршу в 62 км от устья по правому берегу, у деревни Давыдово. Длина — 11 км.

## Данные водного реестра
По данным государственного водного реестра России относится к Верхневолжскому бассейновому округу, водохозяйственный участок реки — Волга от города Тверь до Иваньковского гидроузла (Иваньковское водохранилище), речной подбассейн реки — бассейны притоков (Верхней) Волги до Рыбинского водохранилища. Речной бассейн реки — (Верхняя) Волга до Куйбышевского водохранилища (без бассейна Оки).
По данным геоинформационной системы водохозяйственного районирования территории РФ, подготовленной Федеральным агентством водных ресурсов:
- Код водного объекта в государственном водном реестре — 08010100712110000002404
- Код по гидрологической изученности (ГИ) — 110000240
- Код бассейна — 08.01.01.007
- Номер тома по ГИ — 10
- Выпуск по ГИ — 0